# Claus Berg

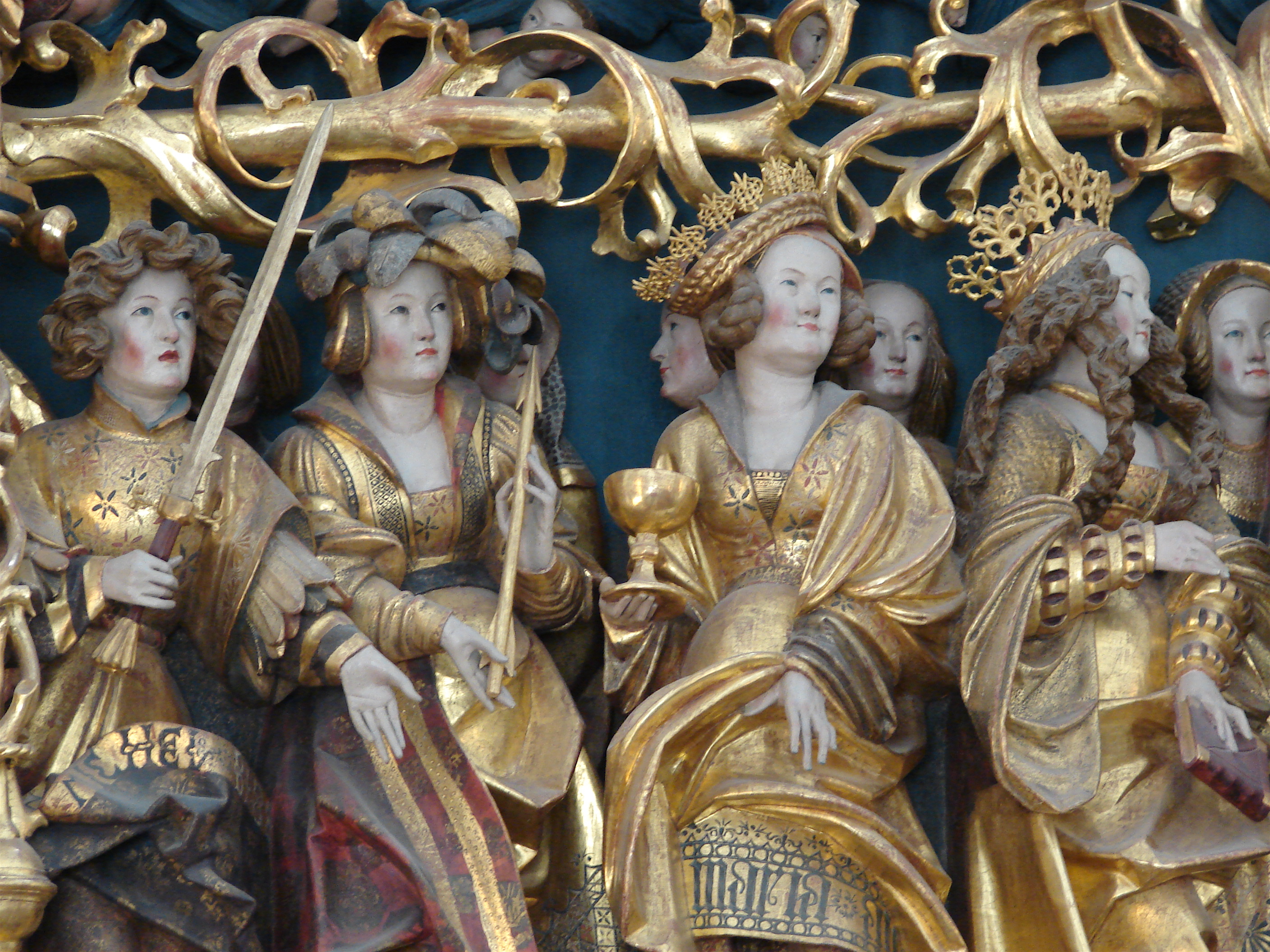
Claus Berg: detail altaarstuk domkerk Sint-Knud

Claus Berg (* 1475 in Lübeck; † rond 1535 in Güstrow) was een laatgotische Duitse beeldhouwer, die eerst in Lübeck en later in het Deense Odense werkte.

## Leven
Berg maakte in de jaren 1510–1515 naam als beeldhouwer en trok later op verzoek van de Deense koninginmoeder Christine naar Odense.
Uit zijn atelier stamt het grote vleugelaltaar van 1526 voor de Franciscaanse kerk in Odense, dat in 1805 eerst aan de Mariakerk werd verkocht en sinds 1885 daar in de domkerk staat. Het is ongeveer 6 meter breed en 4,5 meter hoog. Andere werken zijn een grafmonument voor koning hans en zijn jong overleden zoon Frans. 
Meer altaren van Berg zijn te vinden in de Onze-Lieve-Vrouwekerk in Aarhus en in de kerken van de parochies Sanderum en Tistrup. Aan Berg worden ook het triomfkruis in de kloosterkerk van Sorø en de apostelbeelden in de dom van Güstrow (± 1530) toegeschreven. 
Bergs zoon Frants werd bisschop van Oslo.

## Afbeeldingen

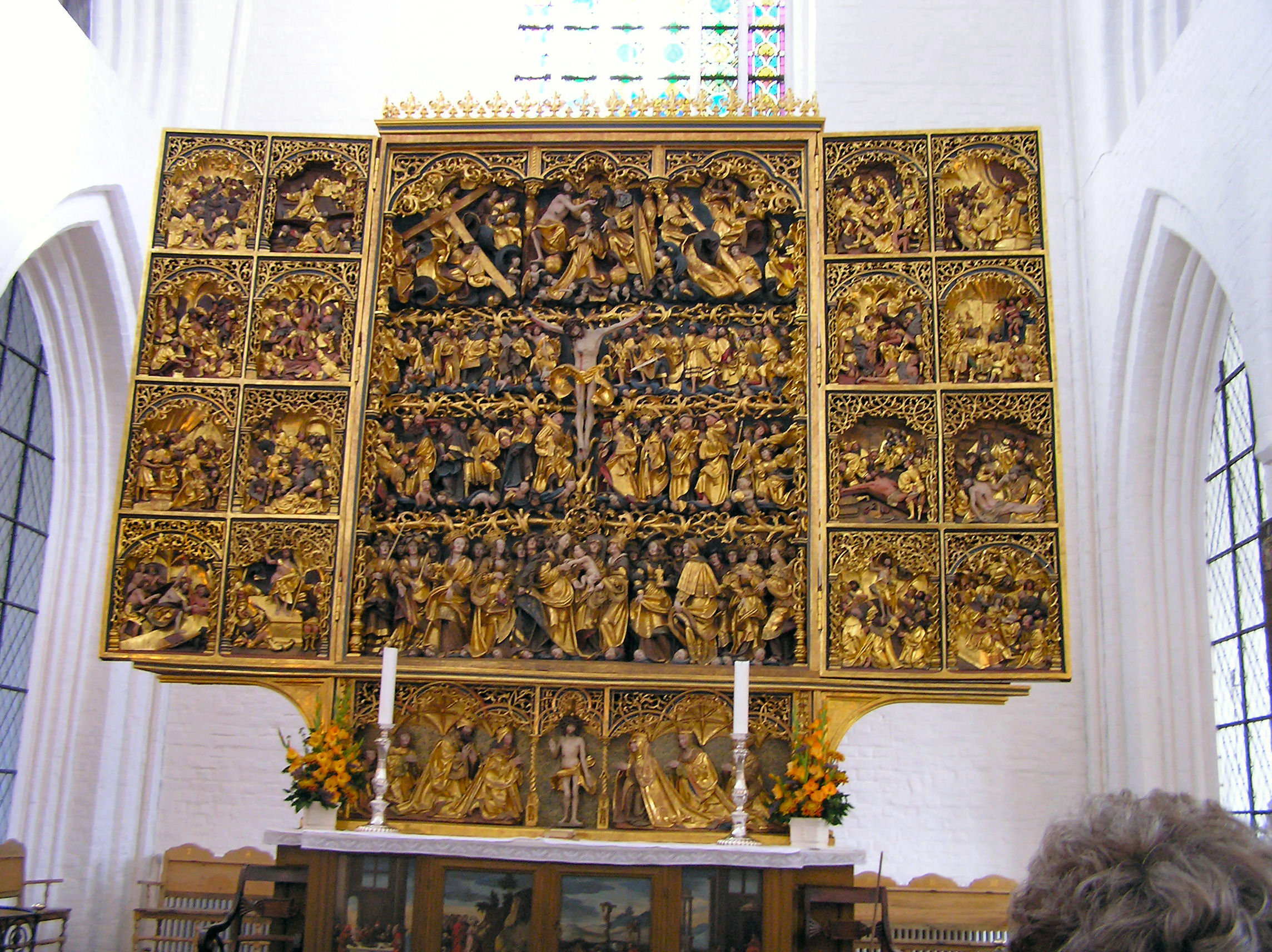
Altaar domkerk Sint-Knud, Odense
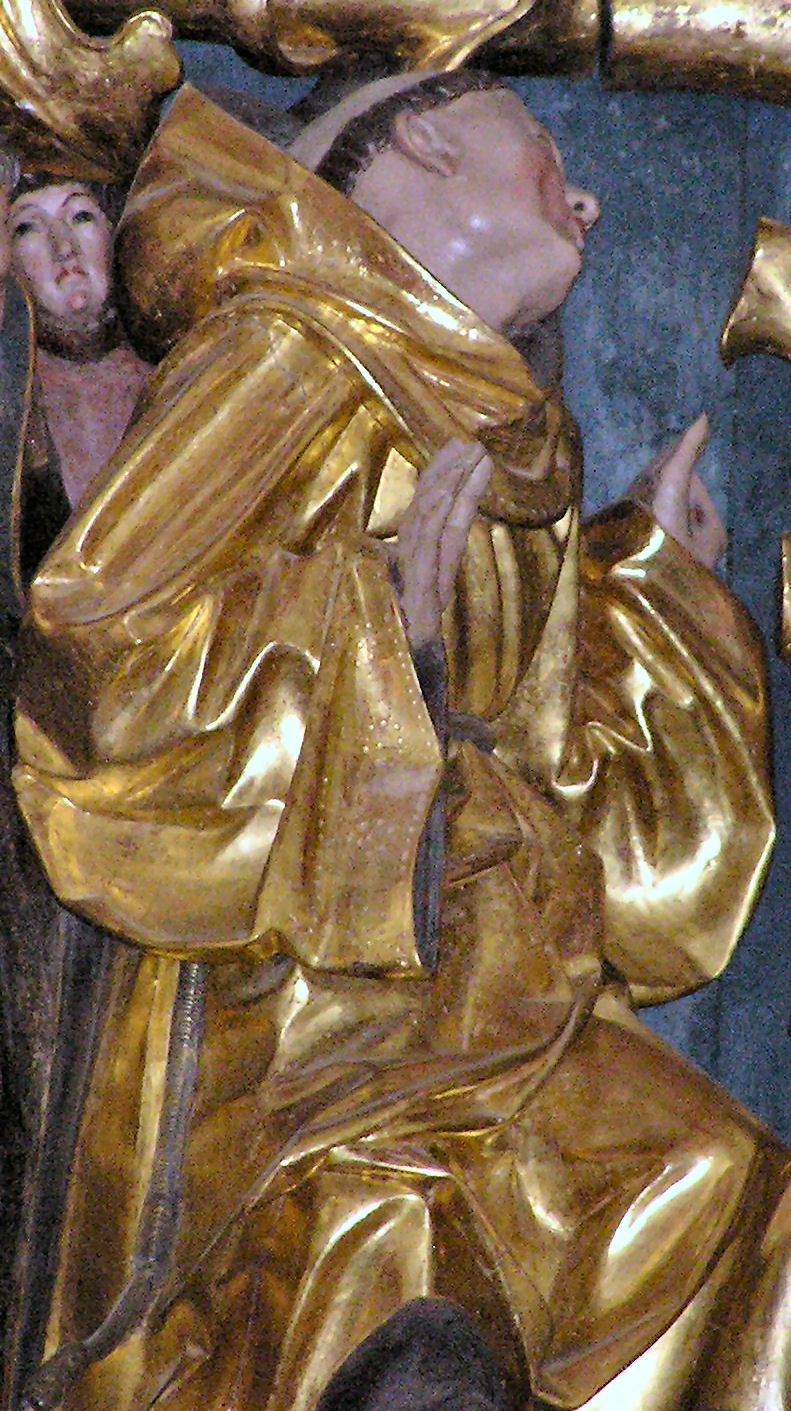
Altaardetail van Jakob de Deen, Odense
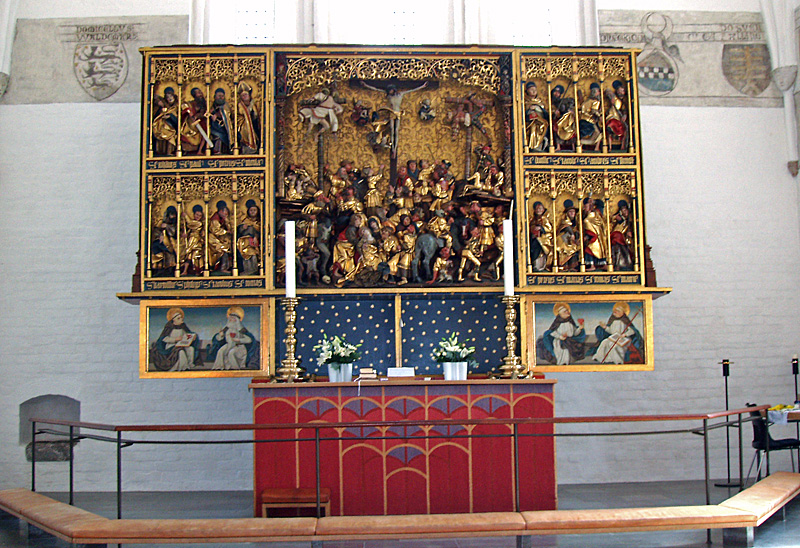
Altaar Mariakerk, Århus
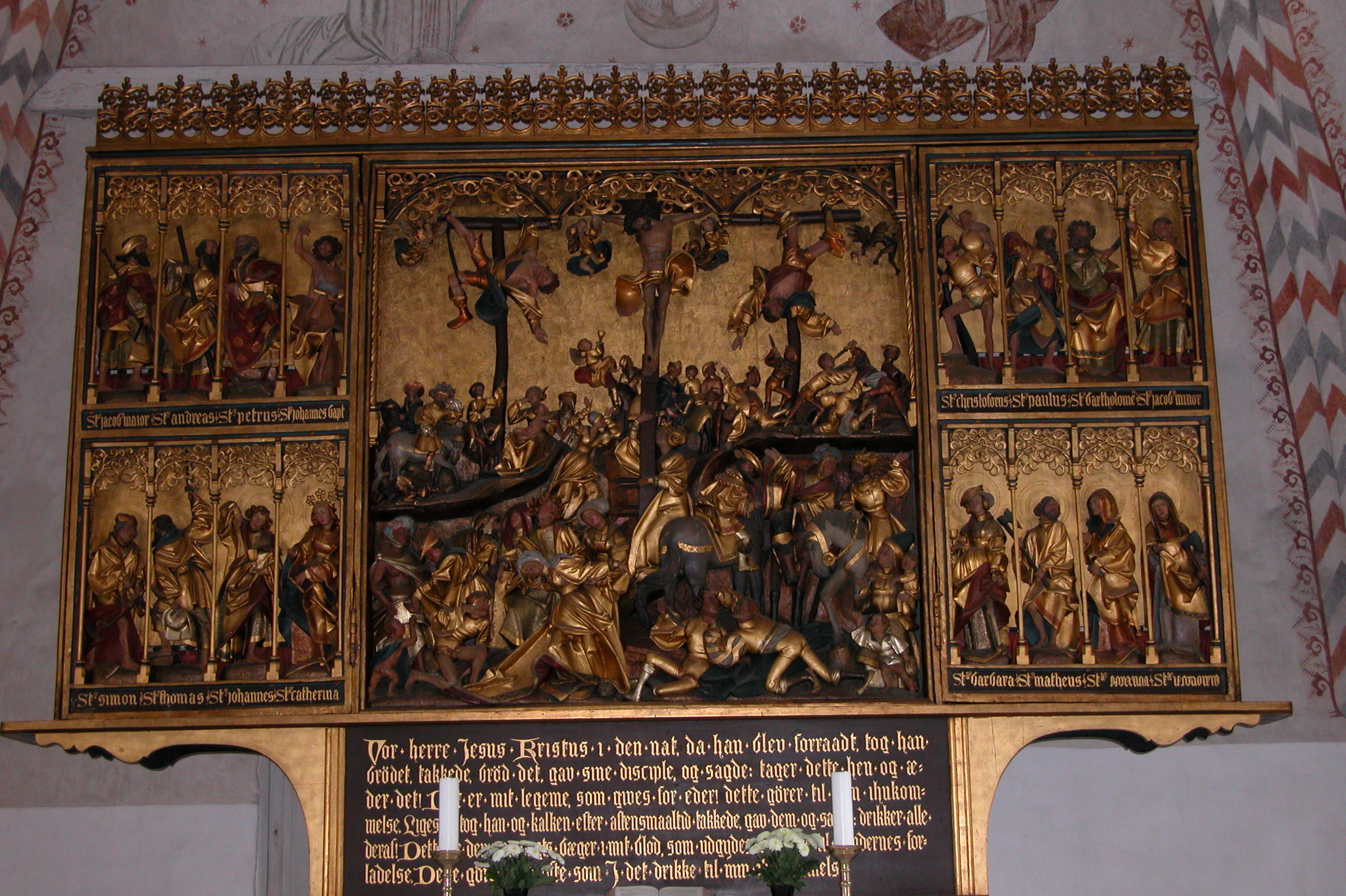
Altaar in de kerk van Bregninge, Ærø
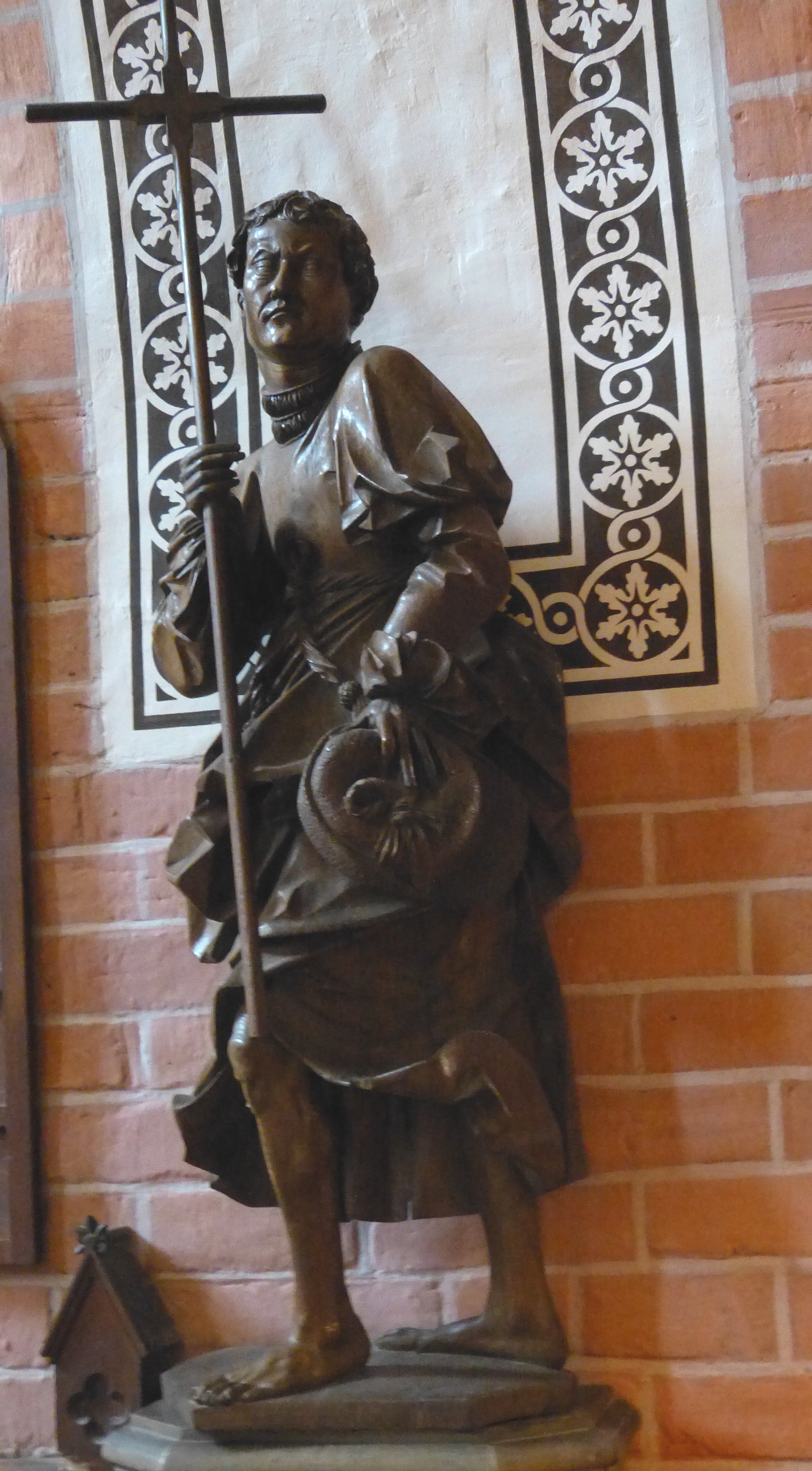
Apostelbeeld (Filippus) in de dom van Güstrow

- Bibliothèque nationale de France: cb13602194j (data)
- Gemeinsame Normdatei: 122231449
- International Standard Name Identifier: 0000 0000 9586 3466
- Library of Congress Control Number: no2007125753
- Système universitaire de documentation: 053512448
- Virtual International Authority File: 59960824
- WorldCat: E39PBJwxPv3tYPGpWFdh8qVBfq